# Nogometni Klub Olimpija Ljubljana
Il Nogometni Klub Olimpija Ljubljana in italiano nota come Olimpia Lubiana, fu un club calcistico jugoslavo e, nell'ultima parte della sua storia, sloveno.
Fu fondato nel 1945 a Lubiana, capitale della repubblica jugoslava di Slovenia e, una volta diventata una società di diritto economico dopo lo scioglimento del Paese, incontrò difficoltà varie e chiuse nel 2005, dopo non essersi visto concedere la licenza UEFA per competere nelle competizioni continentali di club.
La sua tradizione è stata raccolta dall'NK Bežigrad, che nel 2007 cambiò denominazione in Nogometni Klub Olimpija Ljubljana e oggi milita nella massima serie slovena. Tuttavia, nonostante abbia ereditato dal vecchio Olimpija i tifosi e i colori sociali e lo stesso club rivendichi la storia e il palmarès di quello vecchio, la continuità giuridica con il vecchio club fallito nel 2005 non è riconosciuta, tanto è vero che le statistiche e il palmarès dei due club vengono tenuti separati dalla Federcalcio slovena e dalla Lega organizzatrice del campionato di 1. SNL.
Durante il periodo della Repubblica Socialista Federale di Jugoslavia, il momento più importante fu la partecipazione continuativa, tra il 1966 e il 1984, al massimo campionato jugoslavo; l'ultima apparizione risale invece al 1991. Durante questo periodo il club raggiunse la finale della Coppa di Jugoslavia nel 1970 (persa contro la Stella Rossa), e le semifinali dell'edizione del 1972 ed 1982.
Dopo l'indipendenza della Slovenia nel 1991 il club fu uno dei fondatori della PrvaLiga slovena, vincendo quattro campionati (1992, 1993, 1994, 1995), altrettante Coppe di Slovenia (1993, 1996, 2000, 2003) ed una Supercoppa di Slovenia nel 1995, partecipando più volte alle coppe europee.

## Storia

### Dal dopoguerra all'indipendenza della Slovenia (1945–1991)
Il 7 giugno 1945 avvenne la fondazione dello Fizkulturno Društvo Svoboda. Tra i fondatori del club vi erano diversi ex giocatori dello Sportski klub Ljubljana, club sorto nel 1936 dalla fusione tra Ilirija e Primorje Lubiana e sciolto dalle autorità titine: per tale motivo, sul sito ufficiale dell'Olimpia Lubiana sorto nel 2005 le origini del club vengono retrodatate al 1911, anno di fondazione dell'Ilirija, mentre su vecchie fonti del periodo jugoslavo venivano riportate altre date di fondazione come il 1945 (costituzione dello Svoboda) e il 1960 (costituzione del Triglav). In ogni caso l'Ilirija fu rifondato nel 1950 ed è tuttora in attività, risultando di conseguenza un club distinto dall'Olimpia. Dopo i mediocri risultati conseguiti nelle prime competizioni slovene del dopoguerra, il 18 dicembre 1946, a campionato in corso, le autorità politiche, al fine di costituire una compagine competitiva, disposero la fusione dello Svoboda con Borec e Udarnik costituendo l'Enotnost, il quale ereditò i punti in classifica dello Svoboda. Nel 1948 la sezione calcistica dell'Enotnost si separò dalla polisportiva, assumendo la denominazione di NK Odred. Nel 1953 l'Odred ottenne la promozione nella massima serie jugoslava, venendo però retrocessa nel giro di una stagione. Il 22 dicembre 1960 la sezione calcistica dell'Odred si separò dal club costituendo il NK Triglav, il quale nel gennaio 1962 cambiò denominazione in ANK Olimpija. Nel frattempo l'Odred rifondò una propria sezione calcistica, che si fuse con il Krim costituendo l'Odred-Krim (in seguito diventato semplicemente Krim).
I colori sociali del club in questo periodo erano il bianco e il nero. Il club trascorse la maggior parte degli anni 50 e gli inizi degli anni sessanta nel campionato cadetto jugoslavo e fu in questo periodo che ebbe origine la rivalità locale con il NK Maribor. Nella stagione 1964–65 l'Olimpija venne promossa nella massima serie jugoslava, dove riuscì a rimanere per 19 stagioni consecutive. Nel 1970 l'Olimpija riuscì nell'impresa di raggiungere la finale di Coppa di Jugoslavia 1970, ma la perse contro la Stella Rossa per 3–2. Il raggiungimento della finale fu comunque sufficiente al club per qualificarsi al primo turno della Coppa delle Coppe 1970-1971, dove vennero eliminati dal Benfica con il punteggio complessivo di 9–2. Nel corso degli anni sessanta l'Olimpija partecipò anche a due edizioni della Coppa delle Fiere, venendo eliminati in entrambe le occasioni al primo turno, per mano del Ferencváros nel 1966–67 e del Hibernian nel 1968–69. L'Olimpija continuò a militare nella massima serie jugoslava fino alla stagione 1983–84, quando venne retrocessa nel campionato cadetto.
Dopo la retrocessione, il club continuò ad ottenere pessimi risultati e già nella stagione successiva arrivò la retrocessione nella Lega Repubblicana Slovena. Precipitata in terza serie, l'Olimpija cominciò male la stagione 1985–86, ma riuscì a riprendersi, concludendo la stagione al terzo posto. Nella stagione 1986–87 l'Olimpija risalì nel campionato cadetto, vincendo la Lega Repubblicana Slovena con 20 vittorie e 6 pareggi in 26 partite, e una differenza reti di +60 (64 fatte e 4 subite) e senza subire una sconfitta in tutta la stagione. Nel 1988 l'associazione ufficiale dei tifosi della squadra, i Green Dragons, fu fondata. L'Olimpija nel frattempo continuò a risalire la china e nella stagione 1988–89 vinse il campionato cadetto ritornando nella massima serie jugoslava dopo un'assenza di ben sei anni. Sostenuta dal tifo dei Green Dragons, l'Olimpija riuscì nella stagione del ritorno in massima serie ad ottenere un discreto ottavo posto, ma già dalla stagione successiva, a causa della cessione dei pezzi più pregiati ai grandi club, l'Olimpija finì per essere coinvolta nella lotta per non retrocedere, concludendo il campionato 1990–91 al 14º posto.

### Campionato sloveno e declino (1991–2004)
Al termine della stagione 1990–91 le squadre slovene decisero di abbandonare il campionato jugoslavo a causa dell'indipendenza della Slovenia dalla Jugoslavia e l'Olimpija accettò di partecipare alla prima edizione del neocostituito campionato di massima serie slovena. L'edizione 1991–92 del neocostituito campionato coinvolgeva 21 squadre slovene, molte delle quali provenienti dalle serie minori del campionato jugoslavo. A causa della più bassa qualità di gioco e all'eccessiva durata del campionato (ben 40 partite), il numero medio di spettatori per partita dell'Olimpija calò drasticamente dai 7.380 nel 1989–90 agli appena 1.075 nel 1991–92. Dopo aver concluso la prima metà della stagione al secondo posto con 3 punti in meno rispetto alla capolista NK Maribor, l'Olimpija riuscì, con una serie di 11 vittorie consecutive, a balzare in testa alla classifica e a vincere il loro primo campionato sloveno. Diversi dei giocatori dell'Olimpija di quella stagione facevano parte della Nazionale slovena (come Robert Englaro, Aleš Čeh, Dejan Djuranovič e Sandi Valentinčič); allenatore della squadra era Lučjo Pertič.
Grazie alla vittoria del loro primo campionato, l'Olimpija si qualificò alla UEFA Champions League 1992-1993 dove vennero però eliminati al primo turno dai Campioni d'Italia del Milan. L'Olimpija continuò a dominare nel calcio sloveno e andò a vincere i tre campionati successivi. Nella stagione 1995–96, tuttavia, l'Olimpija fallì per la prima volta a conquistare il titolo di Campioni di Slovenia terminando al secondo posto dietro al Gorica. Tuttavia, in quella stagione, vinsero la Coppa di Slovenia, qualificandosi così alla Coppa delle Coppe 1996-1997. In Coppa delle Coppe, l'Olimpija riuscì ad eliminare i bulgari del Levski Sofia e i danesi del AGF prima di essere a loro volta eliminati dai greci del AEK Atene negli ottavi di finale. Nonostante l'eliminazione, questa si rivelò il miglior piazzamento del club nelle Coppe europee in tutta la sua storia.
Alla fine degli anni novanta l'Olimpija declinò sensibilmente, terminando spesso la stagione a metà classifica, ma poi si riprese vincendo la Coppa di Slovenia 1999-2000 e terminando il campionato al secondo posto nella stagione 2000–01. Dopo un periodo di difficoltà economiche alla fine degli anni novanta, Jurij Schollmayer, un uomo di affari che possedeva una catena di negozi di hardware, divenne il presidente del club garantendo così stabilità economica all'Olimpija. Sotto la gestione Schollmayer, il club ingaggiò giocatori di talento quali Miran Pavlin, Mladen Rudonja e Robert Prosinečki, ingaggiando inoltre come allenatore Branko Oblak, in modo da permettere all'Olimpija di tornare a dominare il calcio sloveno. Nella stagione successiva l'Olimpija si piazzò solo terza in campionato, ma vinse la Coppa di Slovenia 2002-2003, che garantì loro un posto in Coppa UEFA 2003-2004.
In vista della stagione 2003–04, il club ingaggiò Sebastjan Cimirotič, un altro giocatore di esperienza, nel giro della nazionale slovena. Allenata da Suad Beširević, l'Olimpija riuscì ad eliminare gli irlandesi del Shelbourne ai preliminari per un totale di 4–2, ma fu sorteggiata con gli inglesi del Liverpool al primo turno: all'andata in casa l'Olimpija si portò in vantaggio grazie a una rete del capitano Anton Žlogar, ma la gara di andata a Bežigrad si concluse 1–1 in quanto il Liverpool riuscì a pareggiare grazie a una rete di Michael Owen; al ritorno, l'ultima stagione dell'Olimpija nelle Coppe europee si concluse con la sconfitta per 3–0 nel ritorno contro il Liverpool grazie alle reti di Anthony Le Tallec, Emile Heskey e Harry Kewell a Anfield.
Nella Coppa di Slovenia l'Olimpija venne eliminato agli ottavi, mentre in campionato si piazzò al secondo posto. Tuttavia, la maggior parte degli sponsor (incluso Schollmayer) decisero di abbandonare al suo destino la squadra al termine della stagione, e ciò portò a gravi difficoltà economiche per la squadra. In seguito all'abbandono di Schollmayer, l'Olimpija fu costretto a vendere quasi tutti i suoi giocatori. Anche se il club riuscì a cominciare il campionato 2004–05, i risultati sul campo furono deludenti e, come se non bastasse, non riuscì ad ottenere la licenza UEFA dalla Federcalcio slovena, portando alla dissoluzione della squadra: con un debito di più di 700 milioni di tolar sloveni (circa 3 milioni di euro del 2004), la società andò in bancarotta e si dissolse alla fine del 2004. Tuttavia, la federcalcio slovena ha eccezionalmente concesso al club di concludere la stagione: dopo aver terminato al 6º posto in campionato, l'Olimpija effettivamente cessò ogni attività.
La sua tradizione è stata raccolta dall'NK Bežigrad, che nel 2007 cambiò denominazione in Nogometni Klub Olimpija Ljubljana e oggi milita nella massima serie slovena. Tuttavia, nonostante abbia ereditato dal vecchio Olimpija i tifosi e i colori sociali e lo stesso club rivendichi la storia e il palmarès di quello vecchio, la continuità giuridica con il vecchio club fallito nel 2005 non è riconosciuta, tanto è vero che le statistiche e il palmarès dei due club vengono tenuti separati dalla Federcalcio slovena e dalla lega organizzatrice del campionato di 1. SNL.

## Colori e simboli
L'Olimpija ha cambiato diverse volte i suoi colori sociali nel corso della sua storia. Il vecchio NK Ilirija giocava con una maglia rossa e bianca, con uno stemma consistente in una stella rossa a cinque punte, simbolo di speranza anche nei momenti peggiori. I colori della squadra più tardi mutarono in bianco e nero, prima di adottare infine il verde e il bianco nel 1969, in quanto erano i colori della città di Lubiana. La divisa di casa era sempre tutta verde, mentre quella di trasferta era caratterizzata da strisce bianche e verdi.
Il dragone nello stemma della squadra è un riferimento al mito del Vello d'Oro e dell'eroe mitologico Giasone, che, secondo la leggenda, avrebbe fondato la città di Lubiana. L'idea di utilizzare una creatura mitologica fu interpretata come conseguenza delle radici accademiche del club. Il dragone è anche il simbolo della città di Lubiana ed è dipinto sull'emblema di Lubiana in cima al castello di Lubiana.

## Strutture

### Stadio
Le gare interne venivano ospitate nello Stadio Bežigrad, che aveva una capacità di 9.200 spettatori. Dopo la chiusura di questo storico stadio per una pianificata ma mai realizzata ricostruzione, la squadra ha giocato per 3 anni le partite interne allo stadio ŽŠD Stadion. Nell'estate 2010, una volta inaugurato il nuovo stadio di Stožice (capienza 16.200), l'Olimpija gioca le partite interno in questo impianto.

## Giocatori celebri
- Robert Prosinečki
- Anđelo Milevoj
- Boštjan Cesar
- Miloš Hrstić
- Milivoje Novakovič (giovanili)

## Palmarès

### NK Olimpjia (1945-2005)

#### Competizioni nazionali
- 2. Savezna liga: 2

1964-1965 (girone ovest), 1988-1989
- Slovenska republiška nogometna liga: 4

1947, 1952, 1961-1962, 1986-1987
- Campionato sloveno: 4

1991-1992, 1992-1993, 1993-1994, 1994-1995
- Coppa di Slovenia: 4

1992-1993, 1995-1996, 1999-2000, 2002-2003
- Supercoppa di Slovenia: 1

1995

#### Altri piazzamenti
- Kup Maršala Tita:

Finalista: 1969-1970
Semifinalista: 1971-1972
- Campionato sloveno:

Secondo posto: 1995-1996
- Coppa di Slovenia:

Finalista: 1991-1992
Semifinalista: 1993-1994, 1996-1997
- Supercoppa di Slovenia:

Finalista: 1996

## Statistiche e record

### NK Olimpjia (1945-2005)

#### Coppe europee

##### Riepilogo
(Questo riepilogo tiene in considerazione anche le partite disputate in Coppa delle Fiere, non riconosciuta dall'UEFA e non tenuta in considerazione nelle statistiche ufficiali europee dell'UEFA)
| Competizione           | G  | V  | N  | P  | GF | GS | Ultima stagione |
| ---------------------- | -- | -- | -- | -- | -- | -- | --------------- |
| UEFA Champions League  | 6  | 3  | 0  | 3  | 6  | 8  | 1993–94         |
| Coppa UEFA             | 24 | 10 | 6  | 8  | 34 | 34 | 2003–04         |
| Coppa delle Coppe UEFA | 8  | 1  | 3  | 4  | 4  | 17 | 1996–97         |
| Coppa Intertoto        | 2  | 0  | 1  | 1  | 3  | 5  | 1998            |
| Coppa delle Fiere      | 4  | 0  | 1  | 3  | 4  | 11 | 1968–69         |
| Totale                 | 44 | 14 | 11 | 19 | 51 | 75 |                 |

##### Per stagione
(il punteggio dell'Olimpija sempre per primo.)
| Stagione  | Competizione      | Turno | Avversario          | Casa | Trasferta | Agg.      |
| --------- | ----------------- | ----- | ------------------- | ---- | --------- | --------- |
| 1966–67   | Coppa delle Fiere | R1    | Ferencváros         | 3–3  | 0–3       | 3–6       |
| 1968–69   | Coppa delle Fiere | R1    | Hibernian           | 0–3  | 1–2       | 1–5       |
| 1970–71   | Coppa delle Coppe | R1    | Benfica             | 1–1  | 1–8       | 2–9       |
| 1992–93   | Champions League  | QR    | Norma Tallinn       | 3–0  | 2–0       | 5–0       |
| 1992–93   | Champions League  | R1    | Milan               | 0–3  | 0–4       | 0–7       |
| 1993–94   | Champions League  | QR    | Skonto              | 0–1  | 1–0       | 1–1 (dcr) |
| 1994–95   | Coppa UEFA        | QR    | Levski Sofia        | 3–2  | 2–1       | 5–3       |
| 1994–95   | Coppa UEFA        | R1    | Eintracht Frankfurt | 1–1  | 0–2       | 1–3       |
| 1995–96   | Coppa UEFA        | QR    | Apollon Smyrnis     | 3–1  | 0–1       | 3–2       |
| 1995–96   | Coppa UEFA        | R1    | Roda                | 2–0  | 0–5       | 2–5       |
| 1996–97   | Coppa delle Coppe | QR    | Levski Sofia        | 1–0  | 0–1       | 1–1 (dcr) |
| 1996–97   | Coppa delle Coppe | R1    | AGF                 | 0–0  | 1–1       | 1–1 (gt)  |
| 1996–97   | Coppa delle Coppe | R2    | AEK Atene           | 0–2  | 0–4       | 0–6       |
| 1998–99   | Coppa Intertoto   | R1    | Makedonija GP       | 1–1  | 2–4       | 3–5       |
| 1999–2000 | Coppa UEFA        | QR    | Kareda Šiauliai     | 1–1  | 2–2       | 3–3 (gt)  |
| 1999–2000 | Coppa UEFA        | R1    | Anderlecht          | 0–3  | 1–3       | 1–6       |
| 2000–01   | Coppa UEFA        | QR    | Sheriff Tiraspol    | 3–0  | 0–0       | 3–0       |
| 2000–01   | Coppa UEFA        | R1    | Espanyol            | 2–1  | 0–2       | 2–3       |
| 2001–02   | Coppa UEFA        | QR    | Şəfa Baku           | 4–0  | 3–0       | 7–0       |
| 2001–02   | Coppa UEFA        | R1    | Brøndby             | 2–4  | 0–0       | 2–4       |
| 2003–04   | UEFA Cup          | QR    | Shelbourne          | 1–0  | 3–2       | 4–2       |
| 2003–04   | UEFA Cup          | R1    | Liverpool           | 1–1  | 0–3       | 1–4       |

##### Statistiche di giocatori
- Maggiori presenze nelle Coppe Europee: 12 presenze – Nihad Pejković[1]
- Capocannoniere nelle Coppe Europee: 7 gol – Kliton Bozgo[1]

## Tifoseria

### Storia
Nel corso della sua storia, l'Olimpija è sempre stata la squadra più popolare della città di Lubiana, come anche della Slovenia sudoccidentale. Il gruppo di tifosi con maggior seguito, i cosiddetti Green Dragons, fu fondato nel 1988. I Green Dragons sono ancora attivi in quanto hanno continuato a sostenere il NK Bežigrad in seguito alla dissoluzione dell'Olimpija e sono uno dei due gruppi di tifosi maggiori della nazione, insieme ai Violets (Viola), che tifano per il NK Maribor. I Green Dragons sono anche noti per tifare per altre squadre sportive di Lubiana come il club di pallacanestro KK Union Olimpija e il club di hockey sul ghiaccio HDD Olimpija Ljubljana. Il loro slogan è "Una sola vita, un solo amore, Olimpija Ljubljana" (Eno življenje, ena ljubezen, Olimpija Ljubljana).

### Gemellaggi e rivalità
La più grande rivalità dell'Olimpija è con il Maribor, contro i quali disputano il derby eterno (Večni derbi). Il derby in origine era disputato tra Maribor e il "vecchio" Olimpija scioltosi nel 2004, ma al giorno di oggi la continuazione della rivalità è rappresentata, secondo alcuni media di Lubiana e tifosi, per lo più quelli del vecchio Olimpija, dalle partite tra Maribor e il nuovo Olimpija, fondato nel 2005 con la denominazione di NK Bežigrad. La rivalità ha origine agli inizi degli anni sessanta, quando il primo incontro tra le due squadre si disputò nel campionato jugoslavo. Le due squadre rappresentavano le due città più grandi della Slovenia, ovvero la capitale, Lubiana, e la seconda città per grandezza, Maribor; inoltre entrambe le squadre avevano il maggior numero di tifosi in tutta la nazione slovena. Tradizionalmente Lubiana rappresenta la parte occidentale dello stato, più florida, mentre Maribor è il centro della parte orientale della Slovenia, quella più arretrata. Inoltre, Lubiana fu sempre il centro culturale, economico e politico dello stato e Olimpija e i suoi sostenitori erano considerati come rappresentanti dei ceti più abbienti. Maribor, dall'altra parte, era una delle città più industrializzate della Jugoslavia, per cui la maggioranza della tifoseria proveniva dalle classi lavoratrici, il che significa che alla rivalità si aggiungeva una tensione politica, oltre che sociale e culturale. La vecchia rivalità raggiunse il suo picco nelle giornate finali del campionato 2000–01, quando si disputò uno degli incontri più celebrati nella storia del campionato sloveno, tra Olimpija e Maribor, disputatasi a Bežigrad. Entrambe le squadre erano in corsa per la vittoria del loro quinto titolo nazionale. All'Olimpija necessitava una vittoria per vincere il campionato, mentre per il Maribor era sufficiente il pareggio. In uno stadio colmo di spettatori (8.500), la partita si concluse in parità (1–1), sancendo per il Maribor la vittoria del loro quinto titolo consecutivo.
La rivalità tra le due squadre fu resa più intensa dal fatto che sia Maribor che Olimpija ebbero sempre il tifo di gruppi di Ultras chiamati rispettivamente Viole Maribor, sostenitori del Maribor, e Green Dragons, tifosi dell'Olimpija. I due gruppi sono quelli con il maggior seguito in tutta la nazione e non è infrequente che le partite tra le due squadre vengano interrotte per scontri violenti tra i due gruppi di Ultras, tra di loro, o con la polizia. È anche capitato, talvolta, che prima o dopo le partite, i tifosi delle due squadre si siano scontrati violentemente per le strade. Poiché il nuovo Olimpija è sostenuto da molti dei tifosi del vecchio Olimpija, per molti le partite tra il Maribor e il nuovo club sono la prosecuzione della rivalità tra Maribor e il vecchio Olimpija e si riferiscono al nuovo derby tra le due squadre con lo stesso nome di quello vecchio. Tuttavia, diversi tifosi, sia del Maribor che quelli di Lubiana, che non sono d'accordo sul considerare il nuovo derby una prosecuzione di quello vecchio, e anche parte dei media come RTV Slovenija e Večer non sono d'accordo sulla continuità tra i due derby. Le statistiche del vecchio e del nuovo Olimpija sono tenute separate dalla Federcalcio slovena e dalla Lega calcio slovena. Statisticamente, negli incontri con i due Olimpjia, il Maribor è il club con maggiori successi sia nelle partite tra il 1962 e 2005, sia in quelli dal 2005 in poi, sia in assoluto.